# 溫徹斯特座堂

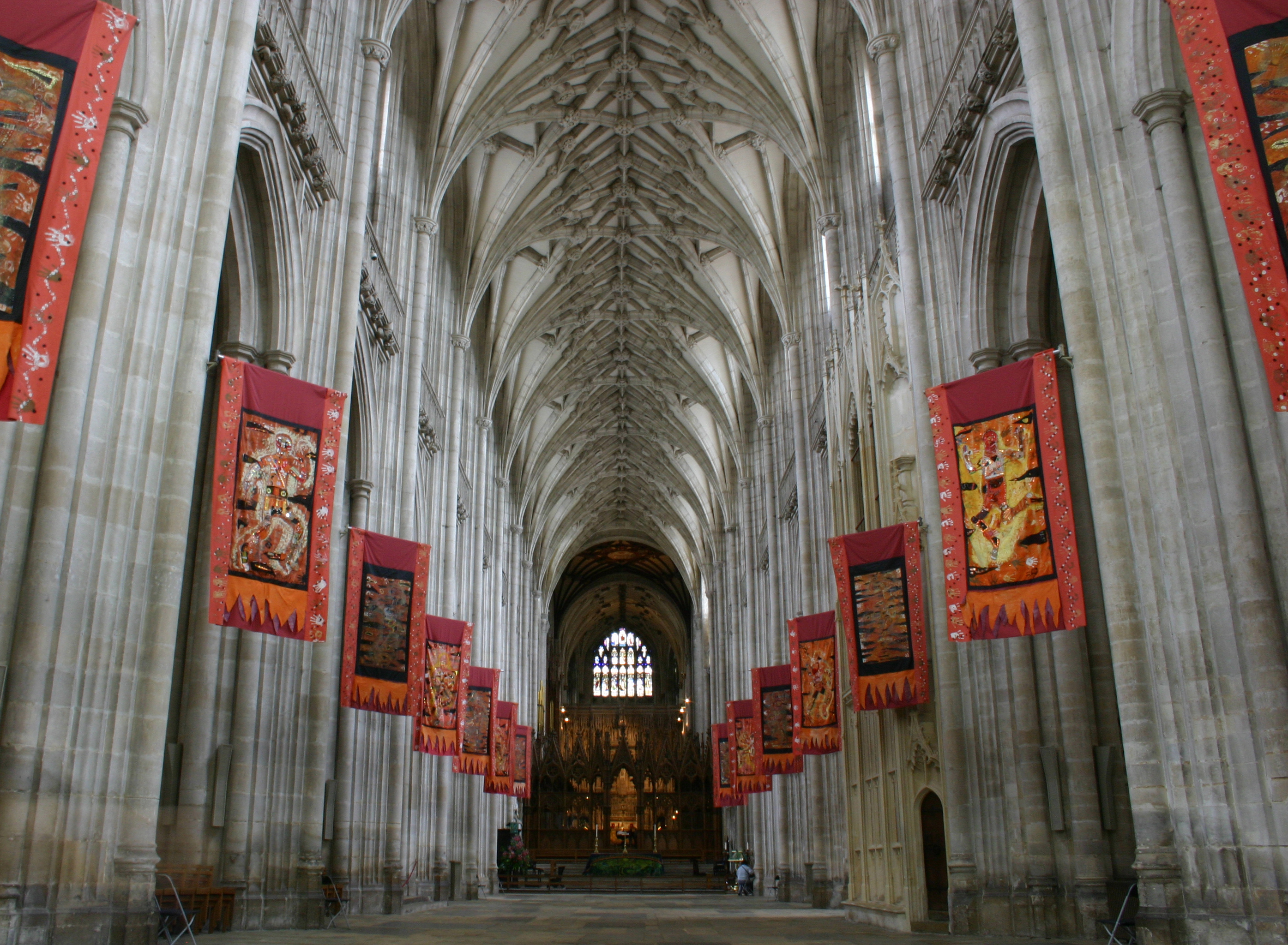
英國溫徹斯特座堂的內殿

溫徹斯特座堂是英格蘭最大的教堂之一，位於漢普郡的溫徹斯特，也是全歐洲擁有最長中殿的教堂，長約160公尺。這座教堂奉獻給聖三一、聖彼得、聖保羅及聖斯威辛，而它亦是溫徹斯特的主教座堂及溫徹斯特教區的中心。

## 諾曼人統治前的教堂
這座堂的原址為一座在642年時建立，名為「奧爾特敏斯特」（Old Minster）的教堂。公元971年時，這兒成為了修道士們的安身之所。而公元九世紀的溫徹斯特主教聖斯威辛（Saint Swithun）就是葬在附近。諾曼人統治英格蘭以後，他的墳墓就被搬至新的諾曼教堂。此外，諾曼人亦把前盎格魯-撒克遜的統治者諸如埃德威格（941年－959年）及其妻（Ælfgifu）的遺體遷至這座教堂的地下埋葬，直至今天仍然保存著。不久後，這座教堂在1093年被拆毀。

## 簡史
1079年，溫徹斯特的諾曼人主教瓦爾凱林（Walkelin）在舊教堂的原址上重新興建一座新教堂，1093年工程完成後，原本在奧爾特敏斯特教堂居住的盎格魯-撒克遜修道士全數被遷入新的教堂內。1100年，諾曼人統治者威廉二世就葬在這所新教堂內。後來，座堂上的塔倒塌，1202年時重新興建，保留至今，這個教堂無疑有著諾曼式的風格。14世紀，工匠大師威廉·溫福特（William Wynford）繼續這座教堂的內部設計，引入垂直哥特式风格，更建立了教堂的後堂區，為來朝拜聖斯威辛的朝聖者提供住宿。不過，這座座堂很多的部份，諸如迴廊及聖堂參事室都隨著歲月而崩壞，只剩下座堂仍然屹立不倒。
1905年，由 傑克森帶領的復修工作開始，並回復當年崩塌的部份。他請來威廉·沃克（William Walker）運送混凝土、混凝土石塊及磚塊，日以繼夜的修復。1912年，修復工作完成，而威廉·沃克更因為他六年來的辛勞而獲得維多利亞女王勳章（Royal Vitorian Order）的榮譽。

## 活動
在這座座堂內曾舉行過很多重大的活動，如：
- 亨利二世之子幼王亨利曾在此地加冕；
- 獅心王理查亦在此地進行加冕典禮；
- 亨利四世與其妻的婚禮在此舉行；
- 理查德的葬禮在此舉行；
- 瑪麗女王和西班牙國王腓力二世的婚禮也是在此舉行。

## 特色
由於英國著名女作家簡·奧斯丁亦是安息於此，所以這引起了很多遊客慕名而來。有關她的寫作才華及生平事跡，亦記錄於她的墳墓附近。
不僅如此，作家安東尼·特羅洛普筆下的小說「巴塞特郡見聞錄」（Chronicles of Barsetshire）也以這座堂的生活作為藍本寫作。此外，電影「達文西密碼」也曾於此地取景，這都增加了這座座堂的吸引力。

## 外部連結
- 溫徹斯特大教堂官方網頁 （页面存档备份，存于）
- 溫徹斯特大教堂圖片集 （页面存档备份，存于）
- 溫徹斯特大教堂的介紹